# South of Caliente
South of Caliente è un film del 1951 diretto da William Witney.
È un musical western statunitense con Roy Rogers, Dale Evans e Pat Brady.

## Produzione
Il film, diretto da William Witney su una sceneggiatura di Eric Taylor, fu prodotto da Edward J. White, come produttore associato, per la Republic Pictures e girato a Lake Los Angeles in California.

## Colonna sonora
- My Home Is Over Yonder - scritta da Jack Elliott, cantata da Roy Rogers e dai Roy Rogers Riders
- Won'tcha Be A Friend Of Mine? - scritta da Jack Elliott, cantata da Roy Rogers e dai Roy Rogers Riders
- Gypsy Trail - scritta da Jack Elliott
- Yascha the Gypsy - scritta da Lee Wainer

## Distribuzione
Il film fu distribuito negli Stati Uniti dal 15 ottobre 1951 al cinema dalla Republic Pictures.
Altre distribuzioni:
- nelle Filippine il 30 settembre 1952
- in Brasile (Ao Sul de Caliente)
- in Cile (Cuatreros del valle)

## Promozione
Tra le tagline è: "Roy's headed for the border in a fast-paced thriller of race horses... high stakes... and dangerous six-gun action!".